# اسوانسبورو (کارولینای شمالی)
اسوانسبورو (به انگلیسی: Swansboro) شهری در ایالت کارولینای شمالی کشور ایالات متحده آمریکا است که جمعیت آن در سرشماری سال ۲۰۱۰ میلادی، ۲٬۶۶۳ نفر بوده‌است.